# Гуандун Жичжицюань
«Гуандун Жичжицюань» или «Гуандун Санрэй Кэйв» (кит. 广东日之泉) — бывший китайский футбольный клуб, из города Гуанчжоу, в провинции Гуандун, выступавший в Первой лиге. Владельцем клуба являлось Спортивное бюро Гонконга и компания «Санрэй Кэйв» (англ. Sunray Cave Group). В ноябре 2014 года собственником клуба стала группа компаний, представляющих провинцию Шэньси, а команда была переименована в «Шэньси Учжоу» (陕西五洲). После этого команда переехала в административный центр провинции Шэньси, город Сиань. Однако команда не смогла рассчитаться с долгами перед игроками за сезон 2014 года, и в итоге Китайская футбольная ассоциация запретила клубу участие в профессиональных футбольных соревнованиях.

## История команды
Команда появилась сравнительно недавно — клуб был основан в 2007 году. Основу команды составили молодые игроки из провинции Гуандун, в основном — 1989 и 1990 годов рождения. Команда является победителем розыгрыша Южной лиги (2008). В стыковых матчах за право выступать в Первой лиге в декабре 2008 года со счётом 4-1 был обыгран «Тяньцзинь Локомотив».
Кроме того, практически все в команде говорят на диалекте юэ. Одной из первостепенных задач для клуба стало участие в 11-х Национальных играх 2009 года, проходивших в Шаньдуне.
13 июля 2011 года в Гуанчжоу находилась английская команда, представитель АПЛ «Ливерпуль», на стадионе Тяньхэ состоялся товарищеский матч, гости одержали победу со счётом 3-4. Примечательно, что с 90 по 93 минуту китайская команда забила два мяча.
14 декабря 2014 года группа компаний, представляющих провинцию Шэньси, выкупила клуб и переименовала его в «Шэньси Учжоу». Однако, команда не смогла пройти процедуру регистрации для участия в сезоне 2015. В итоге, 31 января 2015 года команде было запрещено выступать в соревнованиях под эгидой Китайской футбольной ассоциации.

### Изменение названия
- 1997–2014: Гуандун Жичжицюань (广东日之泉)
- 2015: Шэньси Учжоу (陕西五洲)

## Стадион
Домашним стадионом является Народный стадион провинции Гуандун в Гуанчжоу. В апреле-мае 2010 года, когда Народный стадион перестраивался, принимал матчи на Стадионе Дунгуань. В 2007—2009 годах домашними стадионами были Спортивный центр Хуанпу и стадион «Сенчури Лотус» (англ. Century Lotus Stadium).

## Результаты
| Сезон    | 2007 | 2008 | 2009 | 2010 | 2011 | 2012 | 2013 | 2014 |
| -------- | ---- | ---- | ---- | ---- | ---- | ---- | ---- | ---- |
| Дивизион | 3    | 3    | 2    | 2    | 2    | 2    | 2    | 2    |
| Место    | 71   | 2    | 5    | 11   | 3    | 10   | 3    | 13   |

*↑  в южной группе

## Достижения
Вторая лига
- Чемпион Южной лиги : 2008
- Серебряный призёр: 2008

Первая лига
- Бронзовый призёр (2) : 2011, 2013